# 真珠の小箱
『真珠の小箱』（しんじゅのこばこ）は、毎日放送（MBS）製作・近畿日本鉄道（現・近鉄グループホールディングス）提供で1959年3月6日から2004年3月27日まで、45年間放送された教養系紀行番組。当初はモノクロ放送だったが、1968年途中からカラー放送となった（詳細は、「#番組のカラー化」の項を参照）。
番組制作は、後にMBSグループとなった放送映画製作所。

## 概要
「全放送時間のうち30パーセントを教養番組とする」準教育局として1959年（昭和34年）にテレビ放送免許を受けたMBSが教養番組のひとつとしてスタート（残りは『アップダウンクイズ』や『ダイビングクイズ』といったクイズ番組に充てた）。スポンサーである近鉄の沿線を中心に、近畿地方の文化・風土・歴史を専門家や芸能人、文化人がリポートするというものだった。
番組タイトルは近鉄沿線である伊勢志摩地方が真珠の産地であることから命名されたともされている。
奈良県と三重県がこの番組で多く取り上げられた。また、本編の最後に近鉄の路線図が示され、アニメーションでなぞることで番組内で紹介された場所への行き方が紹介された。なお2度だけ韓国（放送30周年、仏教渡来のルートをたどるべく慶州へ）、スペイン（放送35周年、志摩スペイン村オープンにあわせて）と海外を取り上げたことがある。
題字は書道家の榊莫山が手掛け、番組放送開始当初から詩人の足立巻一が構成を務めた。また、テーマ音楽は宅孝二が作曲した。
ナレーターは長きに渡りMBSアナウンサーの吉田智子が担当したが（提供読みも兼務）、1990年後半頃から最終回までは主に、平松邦夫（後に2007年から2011年まで、第18代目大阪市長を務めた）、加藤康裕、亀井希生、高井美紀、西靖、柏木宏之らMBSのアナウンサーが持ち回りで担当した。

## 番組のカラー化
この番組は当初モノクロ放送だったが、1968年に入ると、カラーによる制作を開始する様になった。まず、3月22日放送の第473回「伊勢志摩の春」で初めてカラー放送を実施、その後、5月17日放送「大和飛鳥路」、6月7日放送「金魚誕生」、7月5日放送「鈴鹿山系の自然」、7月12日放送「石州と慈光院」、7月26日放送「海女と伊勢志摩」がカラーで放送され、そして、9月27日放送の第500回「法隆寺金堂壁画再現」からは毎週カラー放送となった。

## 撮影・番組構成・CMなど
番組開始当初から10年間は学者や作家、画家などをスタジオに招き、モノクロのスチール写真を見ながら解説を行う方式を採っていた。その方式を採っていた間も時折全編もしくは部分的にフィルム構成で制作を行うことがあった。番組のカラー化の節で述べたように、1968年3月22日より不定期にカラーフィルムを用いた放送を取り入れ、同年9月27日からは全面的にカラーフィルムによる放送となった。
撮影は、1か所につき一日を要し、取材カメラ（1980年代初めまではフィルム録画）には当時のオリンピックなどで導入されたばかりの振動防止技術が使われた。単純に観光地をみるのではなく、地元の人との会話を中心とするため、余り観光客が行かないような場所を中心に撮影が行われることが多かった。
また前述のように、番組開始当初から2001年までは、MBSのアナウンサーなどが聞き手役として出演していたこともあった。
この番組は、東海道・山陽新幹線沿線のJNN系列各局を中心にネットしていたため、オープニングのカウキャッチャーとエンディングに流れた近鉄のCM（本編中はCMを挟まない）も、自社の沿線である関西・中京地区以外のネット局向けには、「奈良大和路・伊勢志摩へ、新幹線と近鉄特急で」と案内していた。
加えて、ネット局のあった都市の新幹線の駅（新横浜駅・静岡駅・浜松駅・岡山駅・広島駅・徳山駅・博多駅など）付近には、「奈良大和路・伊勢志摩（志摩スペイン村）へ近鉄特急：新幹線京都駅・名古屋駅で連絡」の屋外広告が設置されていた。
近鉄電車の車内広告でも長年宣伝していて、「4ch・MBS毎日放送」「5ch・CBC」のチャンネル入りロゴマークもあった。

## 相次ぐネット局の離脱、そして番組の終焉
2000年3月、SBS・RSK・RCC・RKBの4局は編成上の理由などで打ち切りとなった。関東地方では、1961年7月からこちらも教育局であったNETテレビ（現・テレビ朝日）で放送されていたが、腸捻転解消によるネットチェンジに伴い1975年4月からTBSに移行。しかしTBSでも2002年3月、やはり編成上の理由で、関東でのネットを終了した。
そして近鉄がリストラの一環で宣伝・文化活動の見直しを表明。その煽りでスポンサーを降板し、加えてMBSの改編期に伴う番組放送時間枠と編成の見直しの意向もあって、2004年3月27日放送の30分（放送時間は9:30 - 10:00。通常は15分）スペシャル「こころのふるさとを訪ねて」をもって、テレビ草創期の時代から続いた長寿テレビ番組は、放送45年・通算2,314回で幕を下ろした。

## 番組終了後
2007年7月から、放送番組センターの配給番組として『真珠の小箱・奈良大和路をゆく』のタイトルで、配給用に再編集されて全国の民放テレビ局（TBS系列外の地方局や独立UHF放送局など）で再放送されている。
サンテレビでは、上記の「真珠の小箱・奈良大和路をゆく」が過去に放送されたことに加え、2009年度には近鉄の提供扱いで、日曜午前6時から30分間2本立てとして、阪神なんば線開通記念として同番組の再放送が行われた。本編最後の近鉄の路線図についても、阪神なんば線が反映された形で示され、番組内で紹介された場所への行き方が紹介されていた。あわせて、現在も発売されている伊勢・鳥羽・志摩スーパーパスポート まわりゃんせの紹介もされていた。配給表示は「放送番組センター」で、製作は「MBS（ジーンマーク） 放送映画製作所」となっていた。

## ネットしていた局
- 毎日放送（MBS） ※制作局。平日午前中に再放送も行っていた。
- 日本教育テレビ（NET）※現:テレビ朝日（EX）：1961年7月17日から1975年3月28日まで放送(1963年4月～9月はネット休止)。当初は3日遅れ、1962年4月5日以降は同時ネット。
- 東京放送（TBS）※現:TBSテレビ（TBS）：1975年4月から2002年3月まで放送
- 青森放送（RAB） ※1975年3月まで放送
- 青森テレビ（ATV） ※番組販売扱いで地元企業をローカルスポンサーとしていたため、近鉄の提供クレジットを隠す処理・一部編集などを施して放送。
- IBC岩手放送（IBC） ※1994年11月30日時点では、水曜11:00 - 11:15に放送
- 東北放送（TBC） ※1981年4月から1981年9月まで放送
- 静岡放送（SBS）※1975年4月から2000年3月まで放送
- 東海テレビ（THK）※1975年3月まで放送[22]（名古屋テレビや中京テレビ開局後も移行せず引き続き放送していた）
- 中部日本放送（CBC）※現:CBCテレビ：1975年4月から[22]最終回まで放送
- 山陰放送（BSS）※放送時期不詳。腸捻転時代に放送していた模様
- 岡山放送 ※放送当時の愛称・テレビ岡山（OHK）：1972年4月7日から1975年3月28日まで放送
- 山陽放送（RSK）※現:RSK山陽放送：1975年4月6日から2000年3月まで放送
- 中国放送（RCC）※2000年3月まで放送（開始時期不詳・腸捻転時代には広島3局とも放送なし）
- 瀬戸内海放送（KSB）※開局直後の1969年4月4日から同年10月10日までネット。
- 南海放送（RNB）※愛媛県の民放2局時代に放送。あいテレビには移行せず打ち切り。
- テレビ山口（TYS）※いい朝8時をネットしていなかった頃に、土曜8:15から放送していた。
- テレビ高知（KUTV）※青森テレビと同じく近鉄の提供クレジットを隠す処理・一部編集などを施して放送。
- 九州朝日放送（KBC）※1975年3月まで放送
- RKB毎日放送（RKB）※1975年4月から2000年3月まで放送
- GAORA ※旧SVNとして開局した当時から放送していたが、終了した時期は不明